# Ron Allen
Ronald Leslie „Ron“ Allen (* 22. April 1935 in Birmingham; † August 2006 in Leicester) war ein englischer Fußballspieler.

## Karriere
Allen kam von den Ladywood Juniors als Amateur während der Saison 1952/53 zu Birmingham City und stieg im Mai 1953 zum Profi auf. Bis zu seinem Abgang im Juli 1958 blieb er allerdings ohne Pflichtspieleinsatz bei dem Klub aus seiner Geburtsstadt. Zur Saison 1958/59 wechselte Allen zu Zweitdivisionär Lincoln City. Nach nur zwei Einsätzen in seinem ersten Jahr, etablierte sich Allen in der Folgesaison auf der rechten Verteidigerposition in der Mannschaft. Nach insgesamt 60 Ligaeinsätzen fand seine Fußballerlaufbahn im Dezember 1960 ein jähes Ende, als er in einem Heimspiel gegen Leeds United einen doppelten Beinbruch erlitt und 14 Monate verletzt ausfiel. Er bestritt anschließend kein Spiel mehr für Lincoln und verließ den Klub am Ende der Saison 1961/62.